# Odds Ballklubb 2018
Questa voce raccoglie le informazioni riguardanti l'Odds Ballklubb nelle competizioni ufficiali della stagione 2018.

## Stagione
A seguito del 6º posto arrivato nel campionato 2017, nella stagione 2018 l'Odd avrebbe partecipato all'Eliteserien ed al Norgesmesterskapet. Il 19 dicembre 2017 sono stati compilati i calendari per l'Eliteserien: alla 1ª giornata, l'Odd avrebbe ospitato l'Haugesund alla Skagerak Arena.

## Rosa
| N. |                     | Ruolo | Calciatore         |
| -- | ------------------- | ----- | ------------------ |
| 1  | Norvegia (bandiera) | P     | Sondre Rossbach    |
| 2  | Norvegia (bandiera) | D     | Espen Ruud         |
| 3  | Norvegia (bandiera) | D     | Fredrik Semb Berge |
| 4  | Norvegia (bandiera) | D     | Vegard Bergan      |
| 5  | Norvegia (bandiera) | D     | Thomas Grøgaard    |
| 6  | Norvegia (bandiera) | C     | Vebjørn Hoff       |
| 7  | Svezia (bandiera)   | C     | Martin Broberg     |
| 8  | Norvegia (bandiera) | C     | Jone Samuelsen     |
| 9  | Norvegia (bandiera) | D     | Birk Risa          |
| 11 | Kosovo (bandiera)   | C     | Elbasan Rashani    |
| 12 | Norvegia (bandiera) | C     | Viljar Myhra       |
| 13 | Norvegia (bandiera) | A     | Stefan Mladenović  |

| N. |                     | Ruolo | Calciatore         |
| -- | ------------------- | ----- | ------------------ |
| 14 | Norvegia (bandiera) | C     | Fredrik Nordkvelle |
| 16 | Norvegia (bandiera) | D     | Joshua Kitolano    |
| 17 | Norvegia (bandiera) | C     | Markus Kaasa       |
| 18 | Norvegia (bandiera) | D     | Odin Bjørtuft      |
| 19 | Norvegia (bandiera) | C     | Bilal Njie         |
| 20 | Norvegia (bandiera) | A     | Tobias Lauritsen   |
| 21 | Norvegia (bandiera) | D     | Steffen Hagen      |
| 22 | Norvegia (bandiera) | A     | Torgeir Børven     |
| 23 | Norvegia (bandiera) | C     | Marius Larsen      |
| 25 | Norvegia (bandiera) | D     | John Kitolano      |
| –– | Norvegia (bandiera) | D     | Andreas Nordvik    |
| –– | Norvegia (bandiera) | C     | Andre Sødlund      |

## Calciomercato

### Sessione invernale(dal 01/01 al 31/03)
| Arrivi | Arrivi           | Arrivi        | Arrivi     |
| R.     | Nome             | da            | Modalità   |
| ------ | ---------------- | ------------- | ---------- |
| D      | Birk Risa        | Colonia       | definitivo |
| C      | Vebjørn Hoff     | Aalesund      | definitivo |
| C      | Bilal Njie       | Vålerenga     | definitivo |
| A      | Torgeir Børven   | Brann         | definitivo |
| A      | Tobias Lauritsen | Pors Grenland | definitivo |

| Partenze | Partenze           | Partenze      | Partenze      |
| R.       | Nome               | a             | Modalità      |
| -------- | ------------------ | ------------- | ------------- |
| P        | Anders Klemensson  | Pors Grenland | fine prestito |
| D        | Joakim Våge Nilsen |               | svincolato    |
| C        | Oliver Berg        |               | svincolato    |
| C        | Erik Eikeng        |               | svincolato    |
| C        | Etzaz Hussain      | Molde         | fine prestito |
| C        | Zakaria Messoudi   |               | svincolato    |
| A        | Torbjørn Agdestein | Aalesund      | definitivo    |
| A        | Pape Paté Diouf    |               | svincolato    |
| A        | Sigurd Haugen      | Sogndal       | definitivo    |
| A        | Olivier Occéan     |               | svincolato    |
| A        | Riku Riski         | HJK           | definitivo    |

### Sessione estiva(dal 19/07 al 15/08)
| Arrivi | Arrivi          | Arrivi     | Arrivi     |
| R.     | Nome            | da         | Modalità   |
| ------ | --------------- | ---------- | ---------- |
| D      | Andreas Nordvik |            | svincolato |
| C      | Andre Sødlund   | Sandefjord | definitivo |

| Partenze | Partenze        | Partenze      | Partenze   |
| R.       | Nome            | a             | Modalità   |
| -------- | --------------- | ------------- | ---------- |
| D        | Thomas Grøgaard | Brann         | definitivo |
| D        | John Kitolano   | Wolverhampton | definitivo |

## Risultati

### Eliteserien

#### Girone di andata
| Arbitro: | Hagen (Grue) |

|             |           |                                   |
| Broberg 75’ | Marcatori | 52’ (aut.) Semb Berge 62’ Gytkjær |

| Arbitro: | Moen (Haugesund) |

|                               |           |          |
| Tollås Nation 60’ Johnson 65’ | Marcatori | 58’ Njie |

| Arbitro: | Hobber Nilsen (Oslo) |

|                      |           |             |
| Rasmussen 57’ (aut.) | Marcatori | 55’ Helland |

| Arbitro: | Saggi (Drammen) |

|          |           |  |
| Ruud 67’ | Marcatori |  |

| Arbitro: | Hagenes (Flaktveit) |

|                        |           |  |
| Pedersen 61’, 71’, 76’ | Marcatori |  |

| Arbitro: | Eskås (Oslo) |

|                              |           |                 |
| Rashani 14’, 53’ Broberg 62’ | Marcatori | 38’ (aut.) Ruud |

| Arbitro: | Skjerven (Kaupanger) |

|  |           |                |
|  | Marcatori | 36’ Nordkvelle |

| Arbitro: | Smehus Kringstad |

|                                          |           |  |
| Nordkvelle 20’ Rashani 44’ Lauritsen 76’ | Marcatori |  |

| Arbitro: | Hobber Nilsen (Oslo) |

|                                   |           |             |
| Reginiussen 41’, 75’ Storflor 44’ | Marcatori | 20’ Broberg |

| Arbitro: | Skjerven (Kaupanger) |

|                                                       |           |  |
| Broberg 25’ Kaasa 31’ Rashani 33’ Risa 73’ Børven 82’ | Marcatori |  |

### Norgesmesterskapet
| Arbitro: | Leiulfsrud Aass |

|  |           |                                                                                            |
|  | Marcatori | 8’ Broberg 30’, 38’, 65’, 75’ Lauritsen 73’, 90’ Rashani 78’ Josh. Kitolano 83’ Mladenović |

| Arbitro: | Hansen (Oslo) |

|           |           |                             |
| Chaib 70’ | Marcatori | 10’, 26’ Lauritsen 49’ Njie |

| Arbitro: | Aslam |

|             |                      |                |
| Ferreira 2’ | Marcatori            | 41’ Mladenović |
|             | Tiri di rigore 1 – 3 |                |

## Statistiche

### Statistiche di squadra
| Competizione       | Punti | In casa | In casa | In casa | In casa | In casa | In casa | In trasferta | In trasferta | In trasferta | In trasferta | In trasferta | In trasferta | Totale | Totale | Totale | Totale | Totale | Totale | DR |
| Competizione       | Punti | G       | V       | N       | P       | Gf      | Gs      | G            | V            | N            | P            | Gf           | Gs           | G      | V      | N      | P      | Gf     | Gs     | DR |
| ------------------ | ----- | ------- | ------- | ------- | ------- | ------- | ------- | ------------ | ------------ | ------------ | ------------ | ------------ | ------------ | ------ | ------ | ------ | ------ | ------ | ------ | -- |
| Eliteserien        | 0     | 0       | 0       | 0       | 0       | 0       | 0       | 0            | 0            | 0            | 0            | 0            | 0            | 0      | 0      | 0      | 0      | 0      | 0      | 0  |
| Norgesmesterskapet | -     | 0       | 0       | 0       | 0       | 0       | 0       | 0            | 0            | 0            | 0            | 0            | 0            | 0      | 0      | 0      | 0      | 0      | 0      | 0  |
| Totale             | -     | 0       | 0       | 0       | 0       | 0       | 0       | 0            | 0            | 0            | 0            | 0            | 0            | 0      | 0      | 0      | 0      | 0      | 0      | 0  |

### Andamento in campionato
| Giornata  | 1  | 2  | 3  | 4  | 5  | 6  | 7 | 8 | 9 | 10 | 11 | 12 | 13 | 14 | 15 | 16 | 17 | 18 | 19 | 20 | 21 | 22 | 23 | 24 | 25 | 26 | 27 | 28 | 29 | 30 |
| --------- | -- | -- | -- | -- | -- | -- | - | - | - | -- | -- | -- | -- | -- | -- | -- | -- | -- | -- | -- | -- | -- | -- | -- | -- | -- | -- | -- | -- | -- |
| Luogo     | C  | T  | C  | C  | T  | C  | T | C | T | C  | T  | C  | T  | C  | T  | C  | T  | C  | T  | T  | C  | T  | C  | T  | C  | T  | C  | T  | C  | T  |
| Risultato | P  | P  | N  | V  | P  | V  | V | V | P | V  |    |    |    |    |    |    |    |    |    |    |    |    |    |    |    |    |    |    |    |    |
| Posizione | 10 | 15 | 15 | 11 | 14 | 10 | 8 | 6 | 8 | 8  |    |    |    |    |    |    |    |    |    |    |    |    |    |    |    |    |    |    |    |    |

Fonte:  Eliteserien 2018, su altomfotball.no, Altomfotball.
Legenda:

Luogo: C = Casa; T = Trasferta. Risultato: V = Vittoria; N = Pareggio; P = Sconfitta.

### Statistiche dei giocatori
| Giocatore     | Eliteserien | Eliteserien | Eliteserien | Eliteserien | Norgesmesterskapet | Norgesmesterskapet | Norgesmesterskapet | Norgesmesterskapet | Coppe europee | Coppe europee | Coppe europee | Coppe europee | Altre coppe | Altre coppe | Altre coppe | Altre coppe | Totale   | Totale | Totale      | Totale     |
| Giocatore     | Presenze    | Reti        | Ammonizioni | Espulsioni  | Presenze           | Reti               | Ammonizioni        | Espulsioni         | Presenze      | Reti          | Ammonizioni   | Espulsioni    | Presenze    | Reti        | Ammonizioni | Espulsioni  | Presenze | Reti   | Ammonizioni | Espulsioni |
| ------------- | ----------- | ----------- | ----------- | ----------- | ------------------ | ------------------ | ------------------ | ------------------ | ------------- | ------------- | ------------- | ------------- | ----------- | ----------- | ----------- | ----------- | -------- | ------ | ----------- | ---------- |
| V. Bergan     | 0           | 0           | 0           | 0           | 0                  | 0                  | 0                  | 0                  |               |               |               |               |             |             |             |             | 0        | 0      | 0           | 0          |
| O. Bjørtuft   | 0           | 0           | 0           | 0           | 0                  | 0                  | 0                  | 0                  |               |               |               |               |             |             |             |             | 0        | 0      | 0           | 0          |
| T. Børven     | 0           | 0           | 0           | 0           | 0                  | 0                  | 0                  | 0                  |               |               |               |               |             |             |             |             | 0        | 0      | 0           | 0          |
| M. Broberg    | 0           | 0           | 0           | 0           | 0                  | 0                  | 0                  | 0                  |               |               |               |               |             |             |             |             | 0        | 0      | 0           | 0          |
| T. Grøgaard   | 0           | 0           | 0           | 0           | 0                  | 0                  | 0                  | 0                  |               |               |               |               |             |             |             |             | 0        | 0      | 0           | 0          |
| S. Hagen      | 0           | 0           | 0           | 0           | 0                  | 0                  | 0                  | 0                  |               |               |               |               |             |             |             |             | 0        | 0      | 0           | 0          |
| V. Hoff       | 0           | 0           | 0           | 0           | 0                  | 0                  | 0                  | 0                  |               |               |               |               |             |             |             |             | 0        | 0      | 0           | 0          |
| M. Kaasa      | 0           | 0           | 0           | 0           | 0                  | 0                  | 0                  | 0                  |               |               |               |               |             |             |             |             | 0        | 0      | 0           | 0          |
| Joh. Kitolano | 0           | 0           | 0           | 0           | 0                  | 0                  | 0                  | 0                  |               |               |               |               |             |             |             |             | 0        | 0      | 0           | 0          |
| Jos. Kitolano | 0           | 0           | 0           | 0           | 0                  | 0                  | 0                  | 0                  |               |               |               |               |             |             |             |             | 0        | 0      | 0           | 0          |
| M. Larsen     | 0           | 0           | 0           | 0           | 0                  | 0                  | 0                  | 0                  |               |               |               |               |             |             |             |             | 0        | 0      | 0           | 0          |
| T. Lauritsen  | 0           | 0           | 0           | 0           | 0                  | 0                  | 0                  | 0                  |               |               |               |               |             |             |             |             | 0        | 0      | 0           | 0          |
| S. Mladenović | 0           | 0           | 0           | 0           | 0                  | 0                  | 0                  | 0                  |               |               |               |               |             |             |             |             | 0        | 0      | 0           | 0          |
| V. Myhra      | 0           | -0          | 0           | 0           | 0                  | -0                 | 0                  | 0                  |               |               |               |               |             |             |             |             | 0        | 0      | 0           | 0          |
| B. Njie       | 0           | 0           | 0           | 0           | 0                  | 0                  | 0                  | 0                  |               |               |               |               |             |             |             |             | 0        | 0      | 0           | 0          |
| F. Nordkvelle | 0           | 0           | 0           | 0           | 0                  | 0                  | 0                  | 0                  |               |               |               |               |             |             |             |             | 0        | 0      | 0           | 0          |
| A. Nordvik    | 0           | 0           | 0           | 0           | -                  | -                  | -                  | -                  |               |               |               |               |             |             |             |             | 0        | 0      | 0           | 0          |
| E. Rashani    | 0           | 0           | 0           | 0           | 0                  | 0                  | 0                  | 0                  |               |               |               |               |             |             |             |             | 0        | 0      | 0           | 0          |
| B. Risa       | 0           | 0           | 0           | 0           | 0                  | 0                  | 0                  | 0                  |               |               |               |               |             |             |             |             | 0        | 0      | 0           | 0          |
| S. Rossbach   | 0           | -0          | 0           | 0           | 0                  | -0                 | 0                  | 0                  |               |               |               |               |             |             |             |             | 0        | 0      | 0           | 0          |
| E. Ruud       | 0           | 0           | 0           | 0           | 0                  | 0                  | 0                  | 0                  |               |               |               |               |             |             |             |             | 0        | 0      | 0           | 0          |
| J. Samuelsen  | 0           | 0           | 0           | 0           | 0                  | 0                  | 0                  | 0                  |               |               |               |               |             |             |             |             | 0        | 0      | 0           | 0          |
| F. Semb Berge | 0           | 0           | 0           | 0           | 0                  | 0                  | 0                  | 0                  |               |               |               |               |             |             |             |             | 0        | 0      | 0           | 0          |
| A. Sødlund    | 0           | 0           | 0           | 0           | -                  | -                  | -                  | -                  |               |               |               |               |             |             |             |             | 0        | 0      | 0           | 0          |